# Propellente
Il propellente è un materiale usato per ottenere la propulsione di un oggetto. Spesso, ma non necessariamente, i propellenti assolvono anche la funzione di combustibile: sono sostanze chimiche ad alto potere calorifico ovvero in grado di sviluppare rapidamente grandi quantità di calore nella combustione e conseguentemente di gas ad alta pressione, che a sua volta espulsi attraverso un ugello provocano una spinta in avanti secondo il principio di azione e reazione.

## Descrizione
In altri casi, come in quello della propulsione ionica, il propellente non fornisce energia, ma è semplicemente accelerato ed espulso ad alta velocità. Si utilizzano ad esempio mercurio, xeno o più recentemente aria (presente, anche se molto rarefatta, nelle orbite terrestri basse).
Il termine è usato con significato differente parlando della propulsione di aerosol: è costituito in questo caso da un gas inerte (ad esempio il protossido di azoto nelle bombolette di panna spray o l'anidride carbonica negli estintori a polvere).
Riguardo allo stato fisico, un propellente può essere solido, liquido, gassoso o ibrido; in quest'ultimo caso è composto da un solido e un liquido o un liquido e un gas. I comuni propellenti chimici consistono in un combustibile che brucia in presenza di un ossidante. I propellenti trovano uso in balistica, pirotecnica, aeronautica e astronautica.
In balistica e pirotecnica, il termine propellente indica rispettivamente una sostanza chimica usata per la propulsione di razzi e di fuochi artificiali. Per questi usi vengono usati propellenti solidi chimici come polvere nera, nitrocellulosa, cordite e balistite. 
In aeronautica ed astronautica, il termine propellente si riferisce ai prodotti chimici che vengono immessi nei serbatoi del veicolo prima dell'uso, con esclusione dei gas atmosferici. Negli aerei i propellenti sono liquidi, mentre nei motori a razzo possono essere solidi o liquidi. I propellenti liquidi si distinguono in monopropellenti e bipropellenti, a seconda se sono costituiti da uno o due componenti. I bipropellenti fanno uso di due sostanze chimiche, un combustibile e un ossidante, che vengono stivati in serbatoi diversi ed entrano in contatto solo nella camera di combustione del razzo. Per avviare la combustione i propellenti hanno bisogno di un sistema di accensione, che non è necessario nel caso dei cosiddetti propellenti ipergolici. I motori a razzo di taglia più piccola, impiegati per il controllo di assetto di sonde spaziali (reaction control system), possono anche solo sfruttare l'espansione di gas inerti come l'azoto o l'elio.
Il valore di un propellente dipende dalla quantità di energia che è in grado di fornire nella combustione, dalle sue caratteristiche fisiche e dal suo costo.